# Marzipan
Marzipan là một loại nguyên liệu làm bánh kẹo với thành phần chính là bột hạnh đào nghiền và đường, đôi khi có thêm dầu hoặc chiết xuất của hạt này.
Marzipan thường được chế biến thành kẹo, ví dụ như kẹo hạnh nhân phủ sô-cô-la, kẹo hình trái cây, rau củ. Nó cũng có thể dùng làm bánh quy hoặc cán thành miếng mỏng kết hợp với đường icing để làm các loại bánh sinh nhật, bánh cưới, bánh giáng sinh. Ở Đức, marzipan được sử dụng trong chế biến bánh stollen, một loại bánh hoa quả khô kèm các loại hạt, còn ở Hà Lan, đây là nguyên liệu cho bánh mì banket truyền thống. Tại một số nước khác, kẹo marzipan được nặn thành hình động vật nhỏ làm món truyền thống dịp đầu năm và Giáng sinh. Marzipan cũng được dùng trong bánh roscón ở Tây Ban Nha và một số phiên bản của bánh vua để phục vụ lễ Hiển Linh, Carnival.

## Phiên bản địa phương
Ở Đan Mạch, Thuỵ Điển và Na Uy, người dân có truyền thống ăn marzipan hình lợn dịp Giáng sinh, marzipan hình trứng dịp Phục sinh Easter và kransekage, một loại bánh xếp hình cây thông vào đêm ngày cuối năm. Marzipan cũng được dùng làm nhiều loại bánh khác ngoài dịp lễ như træstammer, gåsebryst, và napoleonshatte.
Ở Syria, marzipan được gọi là lozina, lowzineh hay marçabén. Nó được thêm nước ép hoa cam và nặn hình hoa trước khi nướng. Marzipan cũng có thể được làm từ bột yến mạch (oatmeal), bột mì farina hoặc bột semolina.
Tại Philippines, món này được du nhập từ Tây Ban Nha và có tên là mazapán de pili, tức marzipan làm bằng hạt pili.